# Championnats de France de triathlon en relais mixte
Les championnats de France de triathlon en relais mixte sont des compétitions annuelles de triathlon, qui se pratique en équipe mixte et en relais d'ordre déterminé et mélangé (1 femme/1 homme/1 femme/1 homme). Ils sont organisés par la Fédération française de triathlon (FFTri), préparant ainsi les triathlètes français et françaises à une nouvelle épreuve olympique représentant leur sport dès les Jeux olympiques d'été de Tokyo 2020. Les premiers championnats ont eu lieu à Gray le 26 mai 2018. Poissy Triathlon est le premier club à remporter ce nouveau titre national.

## Principe de pratique
Cette discipline se déroule sur des distances déterminées par la Fédération internationale de triathlon et suivant les sites d'organisations, comprises entre 250 et 300 mètres de natation en départ groupé et en eau libre, 5 à 6 km de cyclisme sur route et 1,5 à 2 km de course à pied. Depuis 2017, elle fait partie des épreuves olympique de triathlon. Les distances doivent être parcourues quatre fois par quatre triathlètes d'un même pays sur le principe du relais. Le titre est attribué sur une seule épreuve à l'équipe qui réalise le meilleur temps,.

## 2018
Pour 2018, les distances à relayer sont de 400 mètres de natation, 10 kilomètres de vélo et 2,5 kilomètres de course à pied. L'épreuve se déroule dans la ville de Gray, Poissy Triathlon remporte le premier titre de la compétition et reussit également à placer une seconde équipe sur la seconde marche du podium. Metz triathlon remporte la médaille de bronze.

## Palmarès
| Année | Lieu              | Médaille d'or                                                                                | Médaille d'argent                                                                             | Médaille de bronze                                                                           |
| ----- | ----------------- | -------------------------------------------------------------------------------------------- | --------------------------------------------------------------------------------------------- | -------------------------------------------------------------------------------------------- |
| 2024  | Bordeaux          | Poissy Triathlon 1 : Tom Richard Candice Denizot Yann Allichon Kristelle Congi               | Metz Triathlon : Théotime Lawson Zsanett Bragmayer Ben Dijkstra Margot Garabedian             | Tri Val de Gray 2 : Amaury Dietrich Appoline Foltz Eneko De Castro Cativiela Laura Lindemann |
| 2023  | Bordeaux          | Poissy Triathlon 1 : Tom Richard Ilona Hadhoum Dorian Coninx Kristelle Congi                 | Metz Triathlon 1 : Maxime Hueber-Moosbrugger Margot Garabedian Noah Servais Zsanett Bragmayer | Les Sables Vendée Triathlon 1 : Oscar Dart Tiphaine Brun Jérémy Quindos Jeanne Lehair        |
| 2022  | Fréjus            | Metz Triathlon : Margot Garabedian Mathis Margirier Jeanne Lehair Nathan Guerbeur            | Issy Triathlon : Anne Holm Emil Holm Kate Waugh Briac Tence                                   | Poissy Triathlon : Kristelle Congi Jawad Abdelmoula Candice Denizot Aurélien Raphaël         |
| 2021  | Châteauroux       | Metz Triathlon 1 : Margot Garabedian Maxime Hueber-Moosbrugger Jeanne Lehair Nathan Guerbeur | Issy Triathlon 1 : Célia Merle Emil Holm Audrey Merle Alexis Dupuy                            | Triathlon club Liévin 1 : Sara Guerrero Manso Alois Knabl Selina Klamt Andrea Salvisberg     |
| 2020  | Pléneuf-Val-André | Championnat annulé pour cause de pandémie de Covid-19                                        | Championnat annulé pour cause de pandémie de Covid-19                                         | Championnat annulé pour cause de pandémie de Covid-19                                        |
| 2019  | Metz              | Metz Triathlon 1 : Jeanne Lehair Thomas Sayer Léa Coninx Mathis Margirier                    | Poissy Triathlon 1 : Sandra Dodet Jérémy Quindos Justine Guérard Aurélien Raphaël             | Poissy Triathlon 3 : Kristelle Congi Antoine Duval Marine Vetillard Yan Allichon             |
| 2018  | Gray              | Poissy Triathlon 1 : Léonie Périault Aurélien Raphaël Cassandre Beaugrand Dorian Coninx      | Poissy Triathlon 2 : Justine Guérard Antoine Duval Kristelle Congi Tom Richard                | Metz Triathlon 1 : Jeanne Lehair Thomas Sayer Margot Garabedian Mathis Margirier             |

### Tableau des médailles
| Rang          | Nation                      | Or | Argent | Bronze | Total |
| ------------- | --------------------------- | -- | ------ | ------ | ----- |
| 1             | Poissy Triathlon            | 3  | 2      | 2      | 7     |
| 2             | Metz Triathlon              | 3  | 2      | 1      | 6     |
| 3             | Issy Triathlon              |    | 2      |        | 2     |
| 4             | Triathlon club Liévin       |    |        | 1      | 1     |
| 4             | Les Sables Vendée Triathlon |    |        | 1      | 1     |
| 4             | Tri Val de Gray             |    |        | 1      | 1     |
| Total 6 clubs | Total 6 clubs               | 6  | 6      | 6      | 18    |